# 布鲁斯·特里格
布鲁斯·格雷厄姆·特里格 OC OQ FRSC （Bruce Graham Trigger，1937年6月18日—2006年12月1日）是一名加拿大考古学家、人类学家和民族史学家，主要任教于麦吉尔大学。他出版了20多本书，包括考古学名著《考古思想史》（A History of Archaeological Thought）。

## 生平
特里格出生于安大略省普雷斯顿，1959年获多伦多大学人类学学士学位，1964年获耶鲁大学考古学博士学位，研究下努比亚历史，博士士论文由伍德罗·威尔逊奖学金资助。他师从乔治·彼得·默多克、本杰明·欧文·劳斯、威廉·凯利·辛普森（William Kelly Simpson）和麦克·D·科，和張光直是好友。
毕业后，他先是在西北大学任教，随后于麦吉尔大学人类学系担任助理教授，余生一直在该校任教。他的妻子芭芭拉·韦尔奇（Barbara Welch）是一位英国地理学家。